# Xipholena
Xipholena är ett fågelsläkte i familjen kotingor inom ordningen tättingar. Släktet omfattar tre arter som förekommer i Amazonområdet i Latinamerika:
- Pompadourkotinga (X. punicea)
- Vitstjärtad kotinga (X. lamellipennis)
- Vitvingad kotinga (X. atropurpurea)